# Lyriothemis pachygastra
Lyriothemis pachygastra är en trollsländeart som först beskrevs av Selys 1878.  Lyriothemis pachygastra ingår i släktet Lyriothemis och familjen segeltrollsländor. IUCN kategoriserar arten globalt som livskraftig. Inga underarter finns listade i Catalogue of Life.

## Bildgalleri

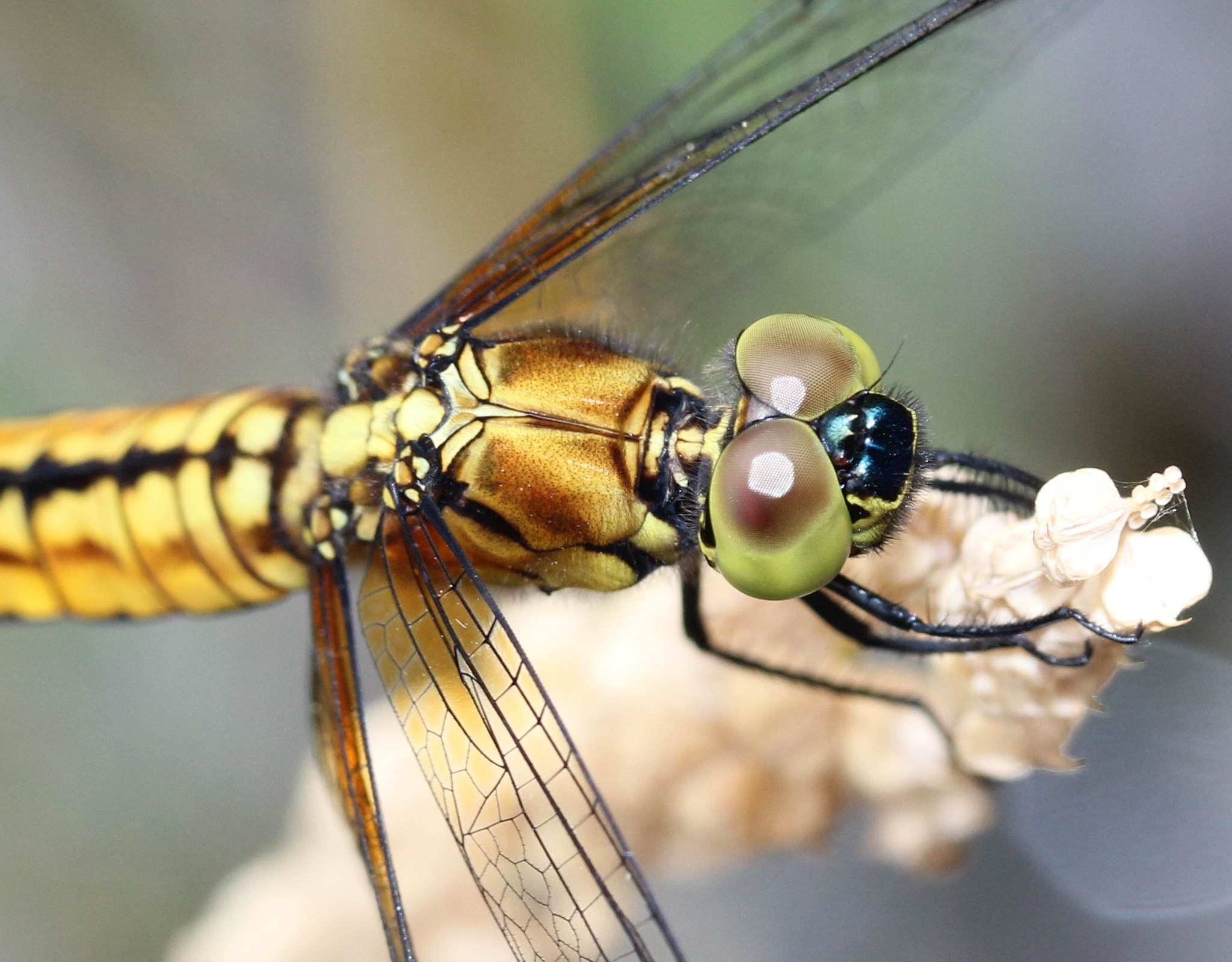
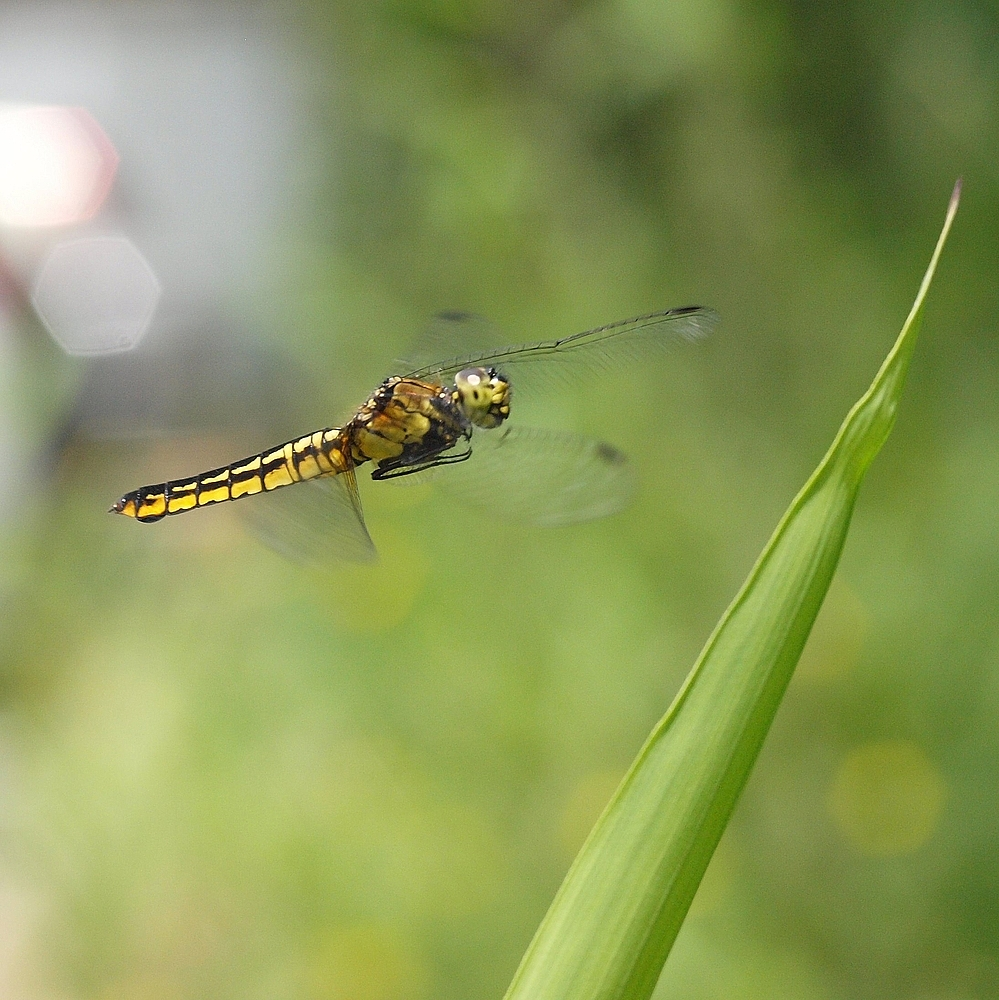
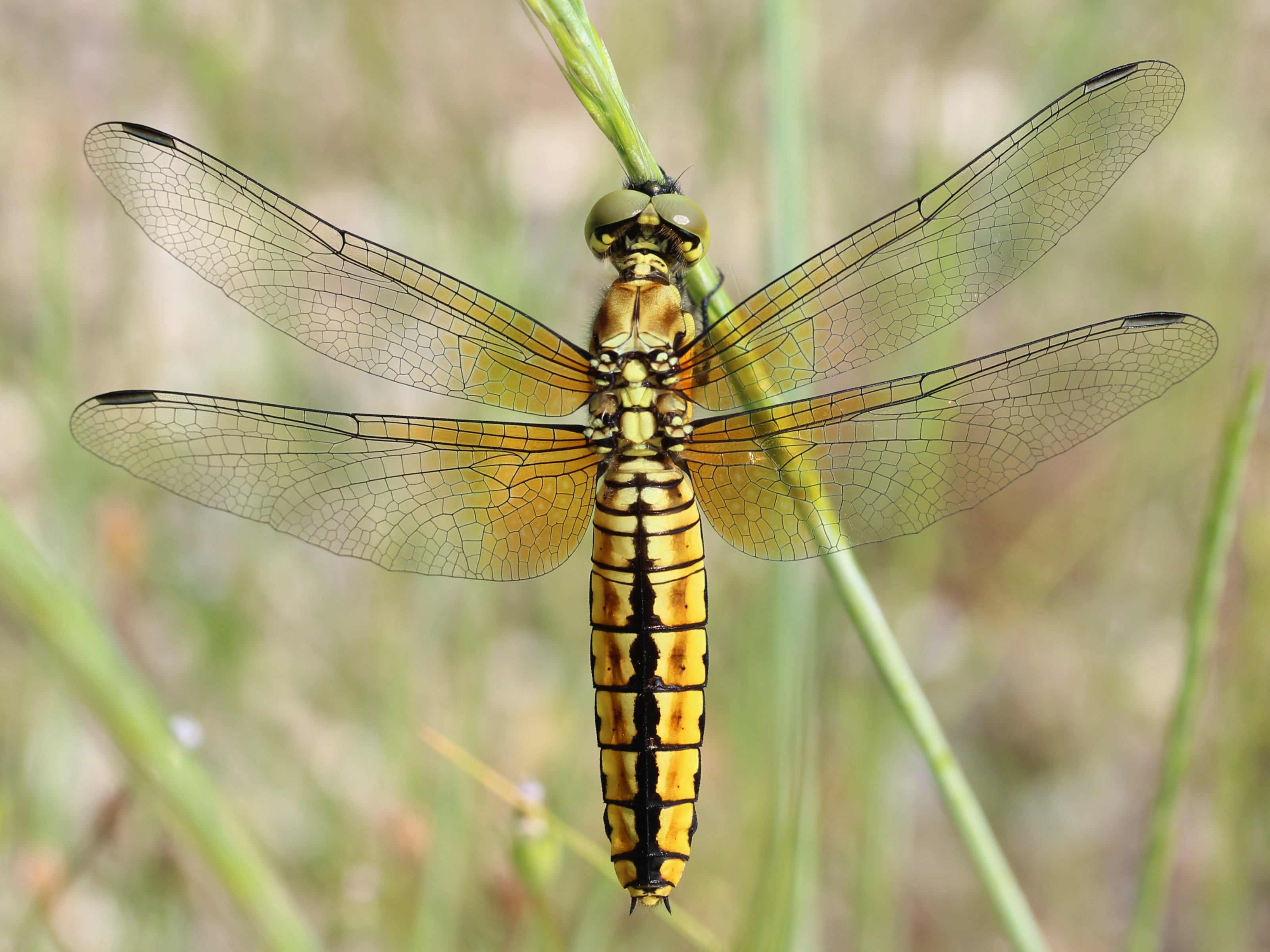
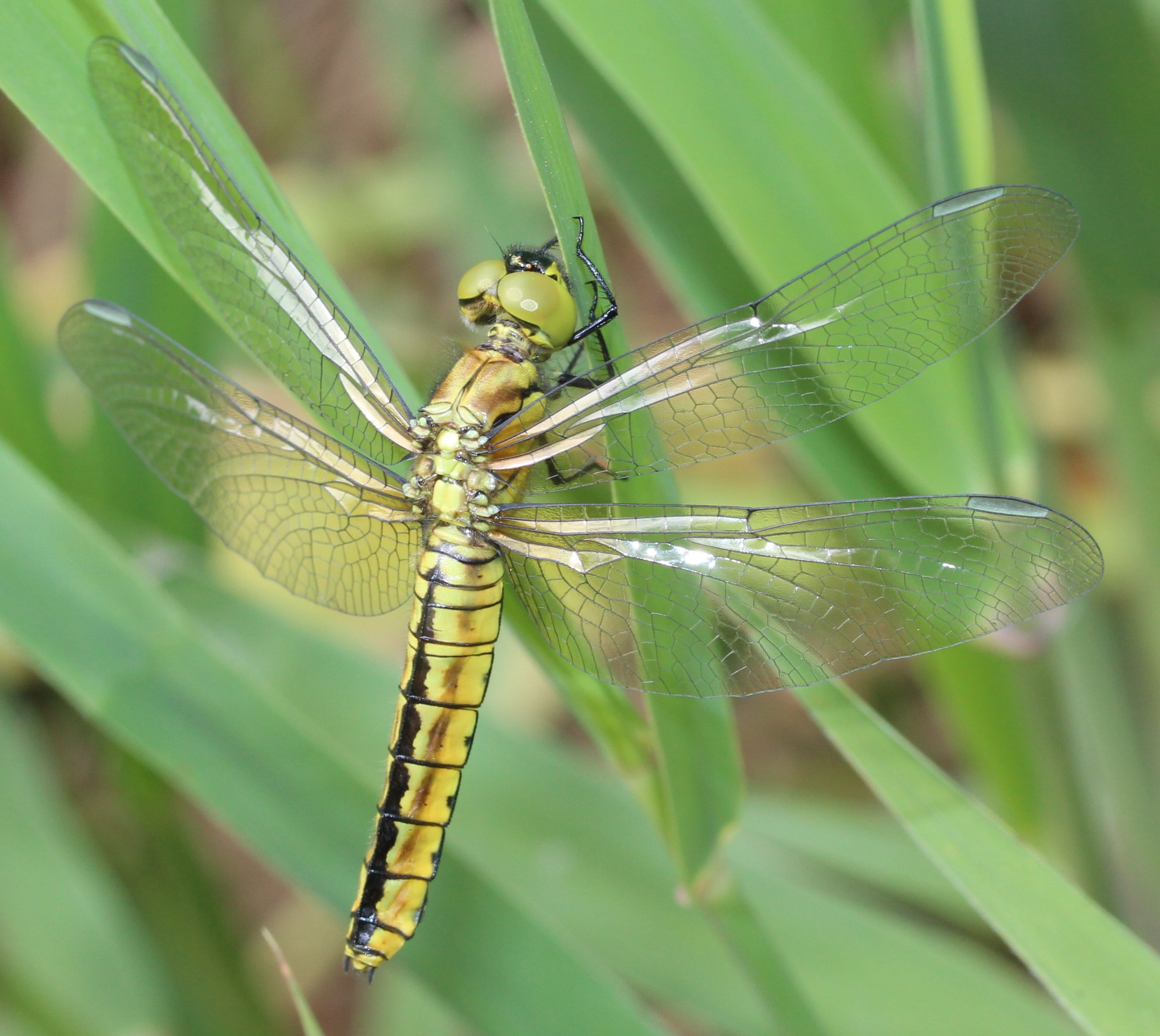
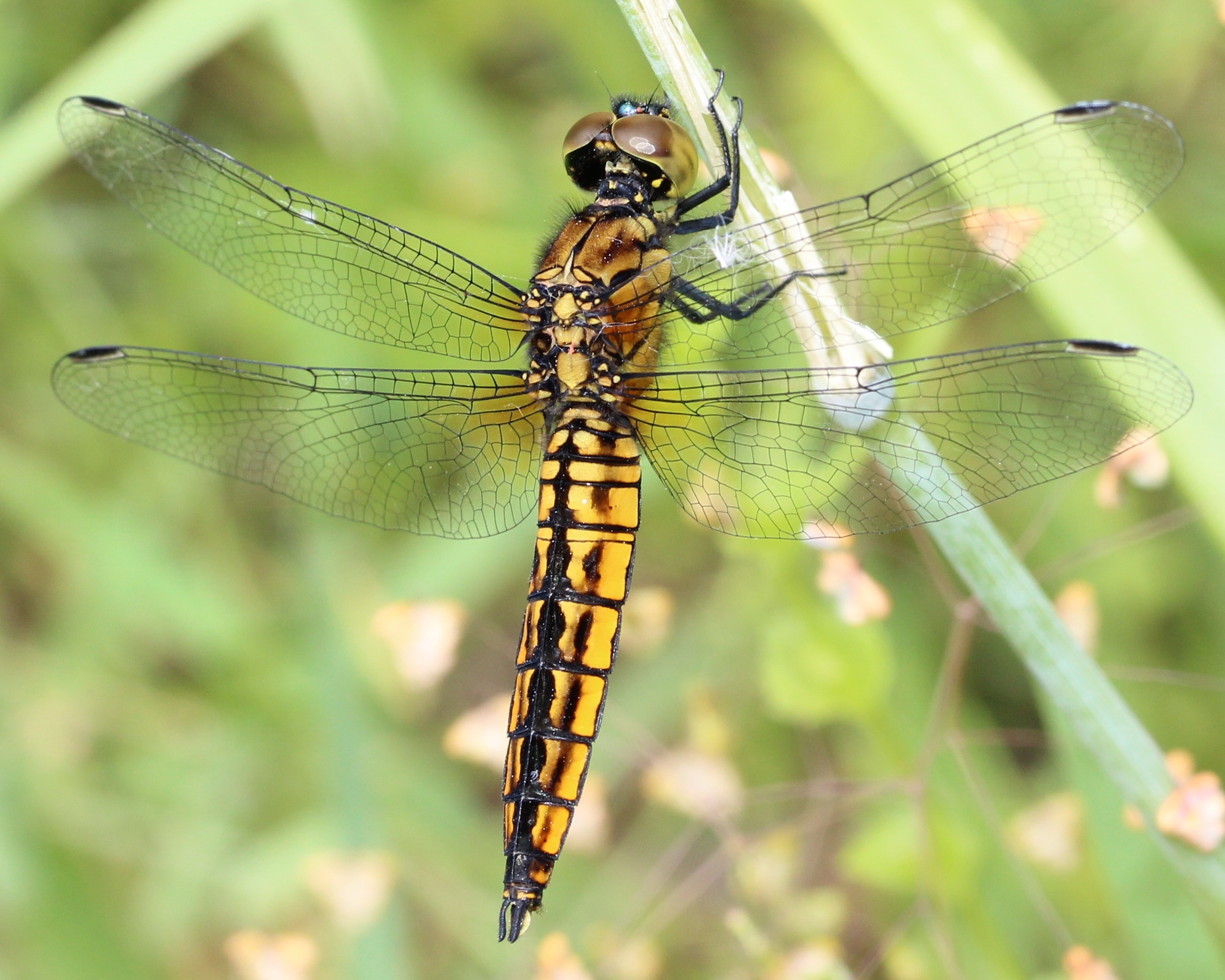
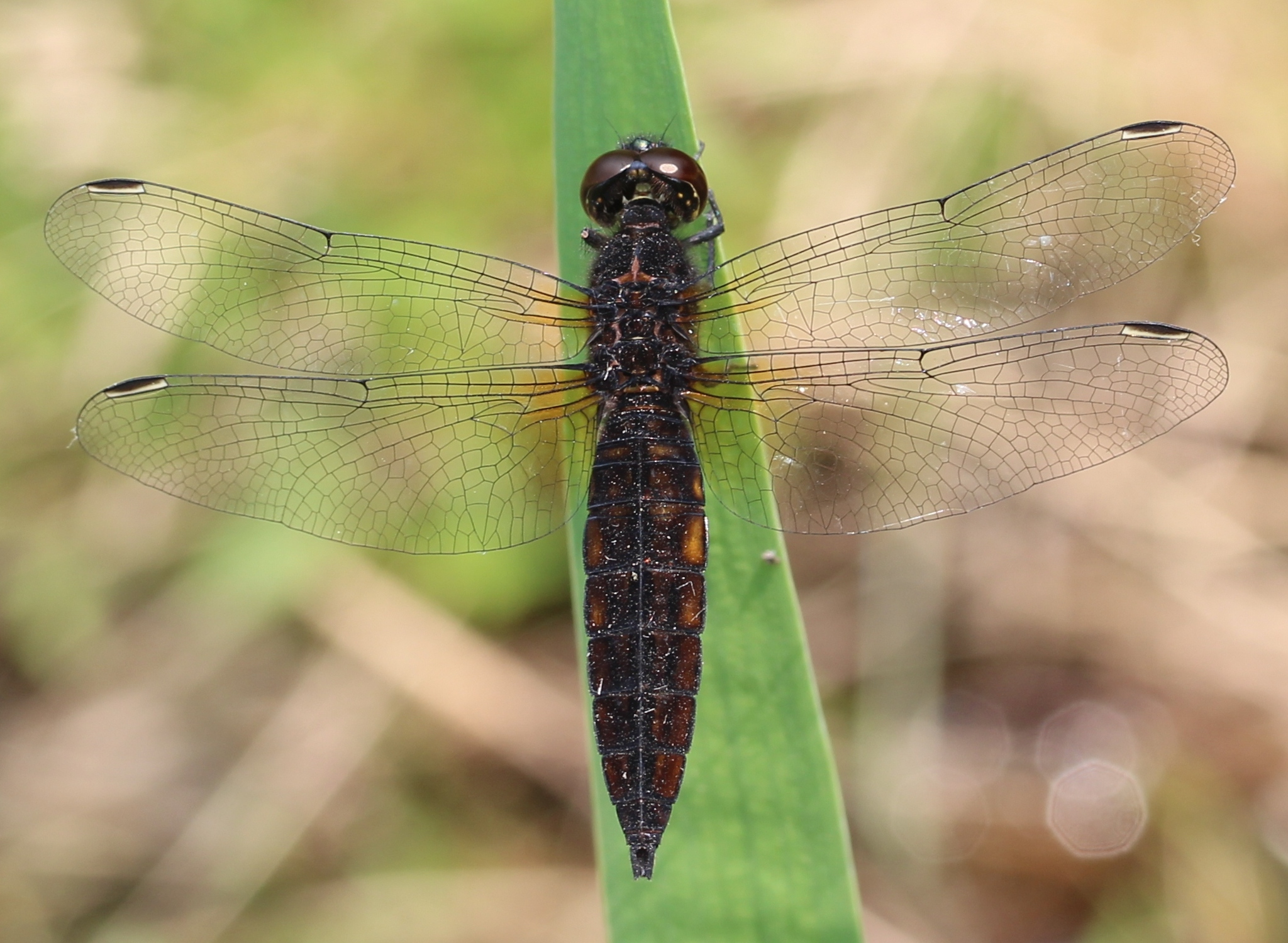